# Tennis ai VI Giochi del Mediterraneo
Il torneo di tennis dei VI Giochi del Mediterraneo ha previsto lo svolgimento di 2 gare, singolare e doppio maschile.

## Podi

### Uomini
| Evento                      | Oro                                | Argento                            | Bronzo                                   |
| Singolo maschile (dettagli) | Manuel Orantes                     | Juan Gisbert                       | Nikolaos Kalogeropoulos                  |
| Doppio maschile (dettagli)  | Spagna Manuel Orantes Juan Gisbert | Spagna Antonio Muñoz José Guerrero | Italia Adriano Panatta Antonio Zugarelli |

## Medagliere
| Posizione | Paese  |   |   |   | Totale |
| --------- | ------ | - | - | - | ------ |
| 1         | Spagna | 2 | 2 | 0 | 4      |
| 2         | Grecia | 0 | 0 | 1 | 1      |
| 3         | Italia | 0 | 0 | 1 | 1      |
| Totale    | Totale | 2 | 2 | 2 | 6      |